# Mary Ayubi
Mary Ayubi (Kabul, ...) è una regista cinematografica e giornalista afghana.
Grazie alla sua esperienza con i Talebani e con le azioni di guerra in Afganistan, utilizza i media e i film per documentare in tutto il mondo le violente azioni talebane, nonché il difficile percorso dei diritti delle donne in Afghanistan, spesso sfociante nella violenza. È considerata la più grande regista donna afghana della storia.

## Biografia
Mary Ayubi inizialmente voleva intraprendere la carriera di medico: infatti ella si è laureata in medicina con il massimo dei voti all'Università di Kabul. Tuttavia, ha in seguito deciso di inseguire la sua vera passione: il cinema.

### Gli inizi
"Il mio nome è Mary Ayubi. Sono afghana. Ho lavorato come video-giornalista e regista per cinque anni nella mia nazione di origine. Ho lavorato sodo per il diritto delle donne nel mio paese e volevo portare un cambiamento nella vita delle donne afghane. Dopo molti anni di guerra, sono una delle migliaia afghane ad aver molto sofferto: ho perso due membri della mia famiglia in guerra, non sono mai stato capace di godere della mia vita finora e non ho bei ricordi della mia infanzia. Ricordo solo la guerra, città distrutte, la morte, la fame. Sono sempre stata in Afghanistan e sono stata testimone dei peggiori momenti di questi anni."
Mary Ayubi, da Shadows: A Screening and Discussion with Mary Amin Ayubi
La carriera di Mary inizia con la partecipazione alla realizzazione di opere cinematografiche da parte dell'organizzazione conosciuta come AINA dal 2002, dove fu occupata peer un anno in un programma di formazione che portò allo sviluppo di vari film come Shadows e Afghanistan Unveiled.

### Il successo
Questi due documentari hanno avuto la fondamentale funzione di portare il mondo a conoscenza della violenza in atto nei confronti delle donne afghane. Essi hanno cambiato la vita della regista, trasformandola in una figura cruciale per il movimento dei diritti femminili in Afghanistan. A causa dei contenuti grafici dei documentari, e in particolar modo in Shadows, Mary è stata costretta a lasciare il suo paese e trasferirsi a Los Angeles, a causa delle minacce da parte dei Talebani.

#### Afghanistan Unveiled
Il film è stato molto importante nel riconoscere le avversità che le donne afghane devono sopportare a causa delle azioni talebane. Il documentario infatti si concentra sui diritti delle donne e sulla loro libertà, associati alla caduta dei Talebani a Kabul.
L'obiettivo principale del documentario è riconoscere le donne che sono state al centro del violento mirino dei Talebani e dare loro l'opportunità di raccontare le loro storie e portare consapevolezza sulle lotte e le vite delle donne in tutto l'Afganistan. Donne aiutate dall'AINA viaggiano così per l'Afghanistan per ascoltare o raccontare storie di assassinii e violenze, con lo scopo di articolare un'esistente mancanza di diritti e le orribili esperienze associate ai Talebani.
Afghanistan Unveiled è stato proiettato in diversi festival cinematografici come al Festival internazionale del cinema di Berlino, Femme Totale International Film Festival, The Copenaghen Film Festival, ecc., ricevendo molti complimenti per le donne raccontate nel documentario.
Inoltre, Mary Ayubi è stata beneficiaria di una borsa di studio presso la Villa Aurora di Los Angeles, affinché possa continuare le sue ricerche e i suoi documentari tutelata economicamente.

#### Shadows
Shadows è il secondo documentario in cui Mary Ayubi fu maggiormente interessata, creato come sequel al precedente documentario Afghanistan Unveiled.
Shadows dettaglia più storie sulle donne che sono state interessate dalla violenza associata alla presenza talebana in Afghanistan. Questo documentario entra nel merito di storie sanguinose, rapimenti e violenze sessuali che le donne afghane devono subire. Attraverso il documentario la speranza è che avvenga un cambiamento.

### Le associazioni

#### AINA
Organizzazione con cui Mary Ayubi è tuttora coinvolta, adibita all'aiuto per donne e bambini attraverso la loro educazione e il loro inserimento nella società. Questa organizzazione incoraggia la partecipazione sociale attraverso la comunicazione e i media. Ayubi si è formata attraverso questa organizzazione, che le ha dato la possibilità di partecipare al documentario Afganistan Unveiled. 

#### RAWA
L'organizzazione, acronimo di Revolutionary Association of the Women of Afghanistan, ha lo scopo di promuovere il riconoscimento dei diritti delle donne in Afghanistan. Essa ha lo scopo di portare conoscenza e aiuti alle donne in Afghanistan non solo a coloro che sono colpite dai Talebani ma anche a coloro i cui diritti sono violati a causa della violenza e della guerra che le circondano. RAWA utilizza le reti sociali e Internet per creare conoscenza pubblica sulle implicazioni e sulla violenza alle donne in Afganistan. Organizza campi di rifugio, scuole, orfanotrofi per persone attanagliate dalla violenza con lo scopo di proteggerli dai Talebani e dalle loro forze di reclutamento. Come evidenziato dal documentario Shooting Women, Mary Ayubi è una delle molte donne che partecipano all'organizzazione con lo scopo di portare a galla queste realtà a livello mediatico.

## Filmografia

### Attrice
- Afghanistan Unveiled, regia di Brigitte Brault - documentario (2003)[4]

### Regista
- Shadows, co-regia con Polly Hyman (2004)[7][11]

## Riconoscimenti
- Premio Emmy
  - 2005 - Candidatura per il miglior film per Afghanistan Unveiled[12]